# Чжуансянь-ван (Цінь)
Цінський Чжуансян-ван (кит. трад. 秦 莊襄王, піньінь: Zhuangxiangwang), ім'я Ін Іжень (кит.: 嬴 異 人), пізніше отримав ім'я Цзичен (кит. кит.: 子 楚) — правитель (ван) царства Цинь у III столітті до н. е. в Період Чжаньґо, батько імператора Цинь Шихуанді.

## Біографія

### Заручник царства Чжао
Ін Іжень (Цзичен) народився від наложниці Ся спадкоємця престолу Аньго (пізніше — Сяовень-ван). Статус наложниці був низький, і Цзичен був посланий батьком як політичний заручник до царства Чжао. Хоча він був онуком короля Чжаосянь-вана, але становище в сім'ї не давало йому шансів на отримання високого рангу. Утримання царського заручника було досить скромним, що робило його статус у Чжао низьким і давало привід для принизливого і образливого ставлення до нього з боку чжаоської знаті.

### Становлення на трон
Багатий купець Люй Бувей, відвідавши царство Чжао, захотів зустрітися з Іженем та побачив у ньому здатність стати правителем країни. Люй Бувей запропонував йому свої послуги. Спочатку Іжень не вірив купцю, але Люй Бувей детальніше пояснив йому свій план отримання престол від свого старого батька. Ін Іджень, оцінивши масштаб плану, згодився та навіть запропонував віддати Люй Бувею частину царства. 
Спочатку Люй Бувей забезпечив Іженя 500 золотими монетами, щоб той міг влаштовувати прийняття, та ще п'ятсот монет витратив на покупку всіляких речей для підношень і вирушив до князівства Цинь.
Повернувшись до столиці, Люй Бувей від імені Іженя підніс великі подарунки головній наложниці наслідного принца Хуаян, у якої не було дітей. Йому вдалося умовити Хуаян усиновити Іженя і вплинути на спадкоємця престолу Аньго, щоб Іжень став його головним спадкоємцем серед 20 синів. Люй Бувей тонко зіграв на страху наложниці перед самотністю в старості, коли помре її покровитель. Він пообіцяв, що Іжень як названий син буде піклуватися про неї як про свою матір і вона збереже статус імператриці. Ці аргументи переконали Хуаян і вона зробила все, що говорив купець. Аньго також погодився і у вигляді гарантії передав Іженю вірчу грамоту.

### Наложниця Чжао
У Ханьдань, столиці царства Чжао, Люй Бувей розшукав красиву дівчину Чжао, що добре танцювала, і зробив її своєю наложницею. Влаштувавши у себе в резиденції свято для Іженя, він попросив Чжао принести йому вина. Чжао сподобалася Іженю, і Люй Бувей віддав йому дівчину, і скоро у них народився син Ін Чжен — майбутній імператор Цинь Шихуанді. Згідно Сима Цяню, Чжао була вже вагітна до того, як Люй Бувей представив її перед Іженем. Ця версія паплюжила походження першого цінського імператора та поширювалася вороже налаштованими до нього конфуціанськими істориками. Але разом із тим є підстави сумніватися в цій версії, оскільки мати Ін Чжена згідно з тими ж історикам виявляється не наложницею низького походження, а дівчиною зі знатного чжаоського роду.
У 257 році до н. е. цінці напали на столицю Чжао Ханьдань і взяли в облогу його. Чжаоське ван хотів убити Іженя, але Люй Бувей зміг за допомогою великих грошей підкупити стражників і організувати його втечу в стан цінських військ. З метою обдурити можливу погоню іженія переодягнувся в чуську одяг, в якій він з'явився перед Хуаян. Побачивши симпатичного молодого чоловіка в Чуського костюмі, вона назвала його Цзичен (Цзи з Чу). Тим часом наложниця Чжао змогла сховатися з дитиною у своєї матері, яка належала до знатного і могутньому чжаоського роду. Після закінчення військових дій вона разом з сином виїхала в Цинь, де його чекало блискуче майбутнє.

### Правління
У 250 році до н. е. старий Чжаосян-ван помер, і спадкоємець Аньго виступив на престол як Сяовень-ван, проте зміг пробути на троні менше ніж рік і помер на третій день після коронації. У цьому випадку підозрювали, що він був отруєний Люй Бувей, який міг побоюватися того, що Аньго змінить своє рішення і призначить нового спадкоємця.
Інь Іжєнь 15 вересня 250 до н. е. вступив на престол як Чжуансян-ван.
Люй Бувей був призначений прем'єр-міністром, а Ін Чжен став спадкоємцем престолу. Ін Чжен виконав обіцянку, дану в Ханьдань і дав Люй Бувей сто тисяч сімей на землях Лоян в уїзді Хенань.
Чжуансян-ван продовжував політику свого діда Чжаося-вана, організовуючи загарбницькі походи на царства Хань, Вей і Чжао. Війни вели генерали Мен Ао і Ван Ци. Йому вдалося розширити царство Цинь у провінції Хенань на північ, зайнявши Тайюань.
У 247 році вейський воєначальник У-цзи зібрав об'єднану армію і розгромив циньську армію генерала Мен Ао. Це був один із тих рідкісних випадків, коли антицінська коаліції мала успіх, тому що сусіднім царствам зазвичай не вдавалося навіть з'єднаними силами протистояти потужній цінській армії. Як правило, кожен із членів альянсу дбав насамперед про власні, а не про загальні інтереси, що неминуче призводило до поразки всієї коаліції.
Чжуансян-ван правив менш ніж три роки і помер у 247 році до н. е. у 35 років. Історики припускають, що до його смерті міг був причетний Люй Бувей через те, що цар виявив, що він продовжує стосунки зі своєю колишньою наложницею Чжао, яка стала царицею. Поширене також припущення, що спадкоємець Ін Чжен (майбутній імператор Цинь Шихуанді) не був сином Ін Іженя, а Чжао вже була вагітна від Люй Бувея, коли той представив її Ін Іженю.
Хоча версія Сима Цяня домінувала протягом 2000 років, дослідження професорів Джона Кноблока і Джефрі Рігеля при перекладу анналів Люйші Чунцю показали невідповідність дати початку вагітності та рік народження дитини, що дозволило їм прийти до висновку про фальсифікацію версії про батьківство Люй Бувея з метою поставити під сумнів походження імператора.
Спадкоємець Ін Чжен вступив на трон у 247 році до н. е. у віці 13 років, Люй Бувей став регентом при молодому правителя.